# Rinyabesenyő
Rinyabesenyő é um município da Hungria, situado no condado de Somogy. Tem 28,63 km² de área e sua população em 2019 foi estimada em 217 habitantes.